# 鸣条之战
鸣条之战是约前1600年，商汤在鸣条（今山西省运城市夏县之西，一说今河南省洛阳市附近）与夏军进行的一场决战，战争导致夏朝灭亡，而汤建立了商朝。

## 背景
夏朝统治了400多年，到桀（履癸）统治时期，已是危机四伏。他宠信王后妺喜，重用嬖臣，残杀忠臣关龙逄，并对民众及所属方国、部落进行残酷的压榨奴役，引起普遍的憎恨与反对。《竹书纪年》记载，夏桀“筑倾宫、饰瑶台、作琼室、立玉门”。《通鉴外纪》记载：“桀作瑶台，罢民力，殚民财。为酒池糟堤，纵靡靡之乐，一鼓而牛饮者三千人”。夏桀常把自己比作太阳，民众愤慨地诅咒他“时日曷丧，予偕汝皆亡”（太陽啊你何時會滅亡，我們願意跟你一起滅亡！）。
在夏朝逐渐衰落的过程中，在黄河下游的商部落逐渐强盛起来。商汤继位后，将部族统治中心迁到南亳（今河南省虞城县西南），并积极筹措攻夏立国的计划。

## 过程

### 战前部署
在与夏朝决战之前，商汤在贤臣伊尹、仲虺的辅佐下，巧妙谋划，“先为不可胜”，逐一翦除夏桀的羽翼，孤立夏后氏。

#### 刺探军情
商汤首先派遣伊尹数次潜入夏都斟鄩（今河南省巩义市西南）充当间谍，掌握了夏朝“上下相疾，民心积怨”的混乱状况。

#### 翦除羽翼
当时夏朝总体力量仍然大于商部落，商汤采取先弱后强、绝其羽翼的方法，削弱夏朝实力，並掠取土地與資源，擴充商部族的實力。第一个打击目标指向夏的属国葛（今河南省宁陵县北），以替童子复仇的名义起兵灭葛，继而集中兵力逐步灭韦（即豕韦，今河南省滑县东南）、顾（即鼓，今河南省范县东南），最后攻灭了实力较强的昆吾（今河南省许昌市建安区东）。

#### 选择战机
当商汤停止向夏桀纳贡以试探其反应时，夏桀立即调动九夷之师，准备伐商。此時伊尹建議商湯：「东夷之民还服从桀的调遣，听夏的号令，此时去征伐不会取得胜利，灭夏时机尚未成熟，不如遣使向桀入贡请罪，臣服供职，以待机而动。」商汤聽從建議，马上“谢罪请服，复入职贡”。不久传来夏桀诛杀重臣、众叛亲离的消息，商汤再次停止向夏桀的贡奉，此时夏桀的指挥完全失灵，九夷之师不起，有緡氏公开反抗。商汤认为伐桀的时机完全成熟，于是果断下令起兵。

### 决战
约公元前1600年，商汤兴兵伐夏，战前他隆重举行誓师，《尚书·序》记载：商汤“与桀战于鸣条之野，作汤誓”。誓师后汤简选良车70乘，必死之士6,000人，联合各方国军队，采取战略大迂回，绕道至夏都以西突袭，夏桀仓促应战，西出拒汤，双方军队在鸣条展开决战。决战中汤军奋勇作战，一举击败了夏桀的主力部队，夏桀败退后归依于属国三鬷（今山东省菏泽市定陶区北），商汤乘胜攻灭了三鬷，夏桀率少数残部逃往南巢（今安徽省巢湖市），不久病死。商汤回师西亳（今河南省洛阳市偃师区西），召开了众多诸侯参加的“景亳之命”大会，得到3,000诸侯的拥护，取得了天下共主的地位，夏朝宣告灭亡。

## 影响
鸣条之战是中国历史上第一场以暴力形式推翻没落王朝的战争，后人将这种战争称为“汤武革命”。《易·革·彖辞》记载：“汤武革命，顺乎天而应乎人”。鸣条之战也是中国古代通过“伐谋”、“伐交”、“伐兵”、“用间”达到战争速胜的最早的成功战例。